# Bern (Kansas)
Bern es una ciudad ubicada en el condado de Nemaha en el estado estadounidense de Kansas. En el año 2010 tenía una población de 166 habitantes y una densidad poblacional de 237,14 personas por km².

## Geografía
Bern se encuentra ubicada en las coordenadas 39°57′46″N 95°58′15″O / 39.96278, -95.97083 (39.962710, -95.970759).

## Demografía
Según la Oficina del Censo en 2000 los ingresos medios por hogar en la localidad eran de $40,417 y los ingresos medios por familia eran $49,000. Los hombres tenían unos ingresos medios de $34,063 frente a los $21,563 para las mujeres. La renta per cápita para la localidad era de $16,254. Alrededor del 7.1% de la población estaban por debajo del umbral de pobreza.